# Pologne occupée par le Troisième Reich
Cet article court présente un sujet plus développé dans : Occupation de la Pologne pendant la Seconde Guerre mondiale.

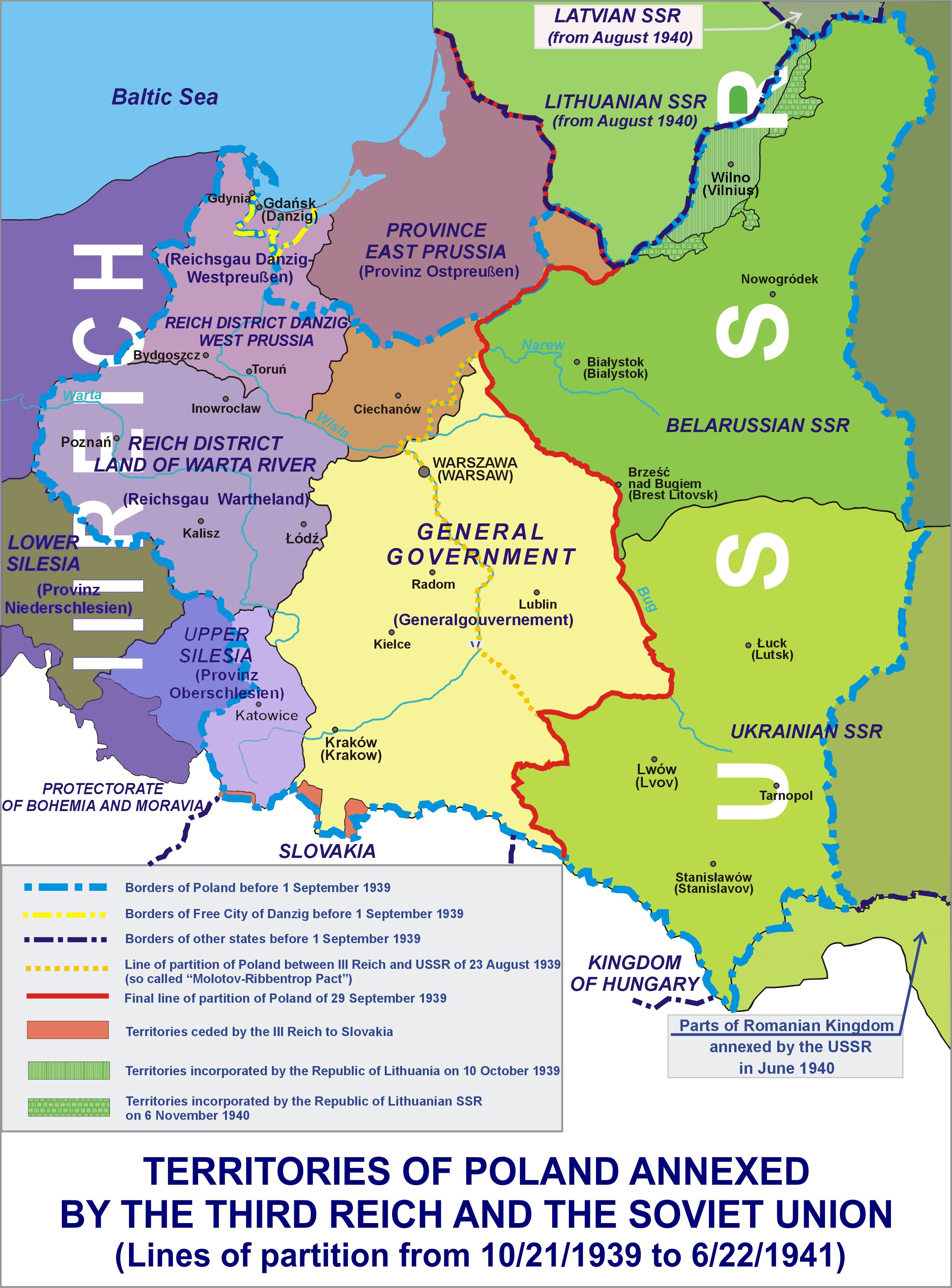
En couleurs sombres : à gauche, les territoires polonais annexés par le Troisième Reich et à droite, ceux annexés par l'URSS ; au milieu, en jaune clair : le territoire du régime semi-colonial du gouvernement général de Pologne.

La Pologne occupée par le Troisième Reich pendant la Seconde Guerre mondiale est définie principalement par deux zones avec des administrations différentes.
D'une part, les territoires polonais annexés par le Troisième Reich, après l'invasion de la Pologne au début de la guerre englobent près d'un quart du territoire de la Deuxième République et ils sont placés sous administration directe de civils allemands. Les autorités du Troisième Reich leur avaient donné le nom officiel de « territoires de l'Est intégrés »(allemand : Eingegliederte Ostgebiete). Ces espaces, selon le Generalplan Ost, étaient voués à une germanisation complète en tant que lebensraum.
D'autre part, le reste de la Pologne occupée par les nazis est rebaptisée « district du gouvernement général de Pologne » (Generalgouvernement).